# Doktor Lucas
Doktor Lucas er en dansk stumfilm fra 1915 med ukendt instruktør.

## Handling
Denne artikel mangler et handlingsreferat. Hjælp os med at skrive det.

## Medvirkende
- Luzzy Werren - Asra-Djeli, varietéstjerne
- Elith Pio - Doktor Lucas, ægyptolog
- Arnold Petersen - Carl von Thorn, ingeniør
- Henry Knudsen - Jack Walton, detektiv
- Poul Prahl - Jim Burns, Waltons ven
- Hans Kayrød - Hopkins, Doktor Lucas' tjener
- Ellen Lumbye - Natascha
- Anna Müller - Irma
- Carl Johan Lundkvist - Aron